# SN 2005gt
SN 2005gt – supernowa typu Ic odkryta 25 września 2005 roku w galaktyce A020403-0021. W momencie odkrycia miała maksymalną jasność 22,00m.